# 眉原线柱兰
眉原线柱兰（学名：Zeuxine niijimai）为兰科线柱兰属下的一个种。

## 扩展阅读
- 維基物種上的相關：眉原线柱兰